# Championnat d'Italie de football de deuxième division 1984-1985
Navigation
Édition précédente Édition suivante
La saison 1984-1985 de Serie B, organisée par la Lega Calcio pour la trente-neuvième fois, est la 53e édition du championnat de deuxième division en Italie. Les trois premiers sont promus directement en Serie A et les quatre derniers sont relégués en Serie C.
À l'issue de la saison, le SC Pise termine à la première place et monte en Serie A 1985-1986 (1re division), accompagné par le vice-champion, US Lecce  et le troisième AS Bari.

## Compétition
Le classement est établi sur le barème de points suivant :
- Victoire : 2 points
- Match nul : 1 points
- Défaite, forfait ou abandon du match : 0 point

La différence de buts départage les égalités de points dans la zone de relégation uniquement. 

### Classement
| Rang | Équipe            | Pts | J  | G  | N  | P  | Bp | Bc | Diff |
| ---- | ----------------- | --- | -- | -- | -- | -- | -- | -- | ---- |
| 1    | SC Pise R         | 50  | 38 | 17 | 16 | 5  | 52 | 27 | +25  |
| 2    | US Lecce          | 50  | 38 | 16 | 18 | 4  | 40 | 26 | +14  |
| 3    | AS Bari P         | 49  | 38 | 18 | 13 | 7  | 42 | 25 | +17  |
| 4    | AC Perugia        | 48  | 38 | 11 | 26 | 1  | 38 | 25 | +13  |
| 5    | US Triestina      | 47  | 38 | 16 | 15 | 7  | 39 | 27 | +12  |
| 6    | Genoa 1893 R      | 40  | 38 | 13 | 14 | 11 | 38 | 32 | +6   |
| 7    | Pescara Calcio    | 38  | 38 | 12 | 14 | 12 | 38 | 35 | +3   |
| 8    | Empoli FC         | 37  | 38 | 8  | 21 | 9  | 22 | 28 | -6   |
| 9    | AC Cesena         | 36  | 38 | 9  | 18 | 11 | 35 | 34 | +1   |
| 10   | SS Sambenedettese | 36  | 38 | 9  | 18 | 11 | 27 | 29 | -2   |
| 11   | AC Monza          | 36  | 38 | 10 | 16 | 12 | 26 | 28 | -2   |
| 12   | SS Campobasso     | 36  | 38 | 12 | 12 | 14 | 29 | 32 | -3   |
| 13   | Bologne FC P      | 36  | 38 | 9  | 18 | 11 | 25 | 31 | -6   |
| 14   | Calcio Catane R   | 35  | 38 | 7  | 21 | 10 | 33 | 38 | -5   |
| 15   | US Arezzo         | 35  | 38 | 10 | 15 | 13 | 25 | 33 | -8   |
| 16   | Cagliari Calcio   | 34  | 38 | 12 | 10 | 16 | 29 | 32 | -3   |
| 17   | Varèse Calcio     | 33  | 38 | 9  | 15 | 14 | 37 | 42 | -5   |
| 18   | Parme AC P        | 26  | 38 | 6  | 14 | 18 | 25 | 47 | -22  |
| 19   | AS Tarente P      | 23  | 38 | 6  | 11 | 21 | 25 | 51 | -26  |
| 20   | Calcio Padoue     | 35  | 38 | 8  | 19 | 11 | 31 | 34 | -3   |

|  | Promotion en Serie A                        |
|  | Relégation en Serie C                       |
|  | P : Promu de Serie C R : Relégué de Serie A |

- En fin de saison Calcio Padoue est déclassé vers la dernière place à cause d'une manipulation de match, Padoue rencontre lors de la dernière journée Tarente déjà relégué, et arrange le match car avec la victoire, Padoue se sauve de la relégation. Après connaissance du scandale, Padoue est relégué en Serie C et plusieurs joueurs de Tarente sont bannis.